# Operació Noroît
L'operació Noroît és una operació militar executada a Kigali per l'exèrcit francès el 4 d'octubre de 1990 com a part de la Guerra Civil ruandesa. Oficialment, estava dirigit a l'evacuació de ciutadans occidentals.

## Antecedents
L'1 d'octubre de 1990 el Front Patriòtic Ruandès, format per exiliats tutsis, va llançar un atac contra Ruanda des d'Uganda, el que marca el començament de la guerra civil ruandesa. Immediatament el president de Ruanda Juvénal Habyarimana va demanar al seu homòleg francès François Mitterrand ajuda per contrarestar aquesta ofensiva, així com a Bèlgica. L'exèrcit francès va posar en marxa l'Operació Noroît el 4 d'octubre amb el triple objectiu de protecció de l'ambaixada de França, la protecció dels ciutadans francesos, i, si calia, participar en la seva evacuació. Es prendrien una sèrie d'ordres de transacció addicionals per coordinar l'acció dels exèrcits francès i belga, però a mitjans d'octubre Bèlgica va retirar les seves tropes davant la indignació de l'opinió pública belga per les detencions arbitràries de 8 a 10.000 tutsis a Ruanda molts dels quals foren massacrats. Segons els analistes que defensen la política francesa, el FPR van iniciar una sèrie d'incursions, que serien sistemàticament acompanyades de massacres.
El 4 d'agost de 1993 se signaren els acords d'Arusha. Preveien que l'exèrcit francès havia de sortir de Ruanda i donar pas a una força de l'ONU. L'UNAMIR s'instal·laria a Ruanda des d'octubre de 1993 i l'exèrcit francès deixaria Ruanda al desembre de 1993. Unes poques dotzenes d'ajudants militars romandrien a Ruanda per a les operacions de manteniment tècnic segons els diputats francesos.

## Àmbit de l'operació

### El desencadenament de l'operació
El 3 d'octubre de 1990, el President de la República Francesa François Mitterrand era de visita a l'Orient Mitjà, acompanyat pel ministre de Defensa Jean-Pierre Chevènement, el ministre d'Afers Exteriors Roland Dumas, el secretari general de la Presidència Hubert Vedrine, el cap d'estat major particular del President de la República, l'almirall Jacques Lanxade i el cap d'Estat Major dels exèrcits, general Maurice Schmitt.
El 4 d'octubre, dos missatges, un provinent de l'Elisi, l'altra de l'estat major dels exèrcits anunciant que existien greus riscos d'abusos a Kigali i que el president Juvénal Habyarimana havia demanat la intervenció de l'exèrcit francès. La decisió d'enviar tan aviat dues companyies a Kigali és presa després d'un consell restringit. La seva missió és «protegir els europeus, les instal·lacions franceses i controlar l'aeròdrom per a garantir l'evacuació d'estrangers i francesos que ho sol·licitessin. Aquestes tropes de cap manera haurien d'interferir en els assumptes policials que estaven a càrrec del Govern de Ruanda ».
En 1998, la missió d'informació parlamentària sobre Ruanda estableix al seu informe que el president Juvénal Habyarimana no va dubtar en simular un atac a la capital pel FPR en la nit del 4 al 5 d'octubre, mentre que el FPR era a 70 km de Kigali. Sense ser enganyades, les autoritats franceses van justificar la intervenció francesa pel risc per als seus nacionals. La comissió parlamentària va trobar que «l'atac simulat a Kigali no només va servir com un esquer per desencadenar la intervenció francesa, sinó també una palanca per restaurar el sistema en la seva plenitud.»

### El progrés de l'operació
De l'1 d'octubre, el coronel René Galinié, agregat de Defensa i cap de la missió d'assistència militar als assessors militars francesos (22 persones) per sortir dels camps de reeducació de Ruanda per unir-se a Kigali i portar roba civil d'acord amb les disposicions dels acords de cooperació. Llavors, una vegada que van arribar els reforços (uns 300 homes), es procedeix entre el 4 i el 12 d'octubre de 1990 a l'evacuació d'al voltant de 300 francesos de Ruanda a Paris ja sigui per vols regulars o vols especials d'Air France noliejat pel Ministeri d'Afers Exteriors o per un vol regular de la companyia aèria belga Sabena. Això deixa 290 francesos a Rwanda, 180 d'ells al voltant de Kigali inclòs el personal de l'ambaixada, 16 assessors militars i 16 civils cooperació amb les seves famílies, un centenar de persones del sector privat, de les organitzacions internacionals i de les ONG.
Del 17 d'octubre al 5 de desembre un EMT (Estat Major tàctic) i dues companyies del 8è RPIMa relleven les unitats anteriors i s'uneixen als EFAO (Elements Francesos d'Assistència Operacional) i el dispositiu Epervier. El comandant del 8è RPIMa és designat com a comandant de l'operació Noroît. El lloc de comandament s'instal·la a l'Hotel Meridià.
El 19 d'octubre, el coronel Jean-Claude Thomann és nomenat durant unes setmanes comandant de l'operació Noroît pel cap d'estat major de l'armada, després d'una lluita de poder entre el Ministeri de Defensa i el d'Afers Exteriors. Es porta a terme una operació censal i la localitació de cadascun dels expatriats, inclosos els ciutadans d'altres nacionalitats. També porta a terme un cens dels subministraments d'armes i materials a les forces ruandeses i va organitzar una instrucció de les FAR per ensenyar a afrontar els perills de les mines i trampes explosives. L'acció de la força francesa es limitava d'antuvi a Kigali i el seu aeroport, però s'enviaren dues missions de reconeixement a Butare el 27 i 28 d'octubre i a Ruhengeri i Gisenyi els dies 30 i 31 d'octubre. El coronel Thomann assenyala que s'implantaren barreres controlades la majoria per la gendarmeria o l'exèrcit de Ruanda, però també per civils armats amb matxets. Va constatar (...) «l'aculliment entusiasta de la població i de les Forces Armades Ruandeses reservat als soldats francesos» i « el paper estabilitzador que juga la presència, fins tot inactiva, d'un contingent d'intervenció estranger, per consolidar un poder amenaçat per una agressió externa i s'enfronta a un risc significatiu de malestar social, d'origen ètnic o polític ». Aviat suggereix que la missió de seguretat no requereix més d'una companyia, la reducció que tindrà lloc al desembre. Una retirada completa és desaconsellada per l'ambaixador de França a Kigali donada la naturalesa encara volàtil de la situació. A més, el president Habyarimana demana igualment un manteniment de la força francesa. Sobre la decisió del president Francois Mitterrand, França manté més enllà del 15 de desembre la presència a Ruanda d'una de les dues companyies Noroît però reafirma el seu no compromís al costat de les FAR. Les tropes del Zaire es van retirar a mitjans d'octubre, les tropes belgues l'1 de novembre.
El 22 i 23 de gener de 1991, el FPR llança un nou atac a Ruhengeri, durant el qual, després d'atacar la presó allibera 350 presos, inclosos el major Theoneste Lizinde, ex cap de seguretat, que el 1981 va participar en l'intent de cop d'estat contra Juvénal Habyarimana. En represàlia, els tutsis de la comunitat Bagogwe foren massacrats. El 23 i 24 de gener, dues seccions de les forces Noroît organtizaren l'evacuació de prop de 300 persones de Ruhengeri, inclosos 185 francesos, que foren traslladats a Kigali.
En una sèrie de missatges enviats a l'octubre de 1990, René Galinié d'inquietava per la situació política de Ruanda. Va dir que el conflicte podria convertir-se en guerra ètnica i alguns tutsis ruandesos patirien un genocidi si les forces franceses i belgues es retiraven abans d'hora. També creu que el president Habyarimana només serà capaç de restablir la pau mitjançant l'obertura democràtica i de reformes.

### El suport donat a l'Estat Major Ruandès
A més de les operacions d'evacuació dels ciutadans francesos, un assistent de l'agregat de defensa, coronel Gilbert Canovas, va ser designat l'11 octubre 1990-26 novembre 1990 amb la finalitat d'assessorar estratègicament l'estat major de les FAR, que constituïa aleshores un exèrcit fràgil, petit i mal organitzat. Gilbert Canovas defensa l'enviament d'assessors de camp al nord-est a la zona de combat i a Kigali, amb l'objectiu d'educar, organitzar i motivar les FAR, i ajudar les autoritats militars de Ruanda a millorar la capacitat operativa del seu exèrcit perquè sigui capaç de resistir les incursions del FPR.
Els diputats francesos, en llur informe qualifiquen el suport com que està « al límit de la intervenció directa». Bernard Lugan, expert en el TPIR, qüestiona aquesta qualificació sobre la base de l'absència de pèrdues humanes, segons ell, inevitable en cas de compromís directe. No obstant això, Didier Tauzin, que en aquell moment era coronel i va intervenir a Ruanda, dedica el seu llibre sobre aquest període « Als soldats francesos que van donar la seva vida a Ruanda pel servei de França i la memòria és bruta», però aquesta menció de soldats francesos morts no es confirma en cap altre lloc.

### Formació de militars
Les forces armades de Rwanda es van incrementar de 1990 a 1994. Van passar de 10.000 en 1990 a 20.000 a finals de 1991. Per contribuir a la formació d'aquest exèrcit, França va enviar de forma confidencial el març de 1991, un destacament d'assistència militar i d'instrucció (DAMI) d'unes trenta persones al nord de Ruanda. Aquest destacament no sols havia d'organitzar, entrenar i guiar els soldats ruandesos, sinó també permetre el retorn dels cooperants francesos i estrangers a la zona, obtenir informació sobre la situació local, i garantir la protecció dels nacionals francesos en cas d'un nou atac. En aquest últim cas, es planifica la coordinació amb l'operació Noroît. prevista inicialment per a un període d'uns pocs mesos, la missió del DAMI s'estén fins a desembre de 1993, amb la provisió de components d'artilleria en 1992, un component d'enginyeria 1993, de manera que el nombre total d'efectius era de cent persones. La formació de militars ruandesos consistia en ensenyar-los a afrontar el perill de les mines i les trampes i utilitzar armes pesants, per dur a terme operacions de circunvalació, o entrenar en combat nocturn.
A causa dels atacs que es duen a terme a Ruanda el 1991 i 1992, i els autors dels quals segueixen sent incerts, es proporciona també un DAMI Gendarmeria per establir, dins de la gendarmeria de Ruanda, una secció de la investigació en la lluita contra accions terroristes que es multipliquen a Ruanda. Si el projecte és recolzat per l'ambaixador de França, no és ni tan sols el cap de DAMI qui qüestiona el fet que la gendarmeria de Ruanda sigui utilitzada pel govern de Rwanda per fitxar tutsis. Per un curt temps, es proporciona l'assistència tècnica a la Guàrdia Presidencial, el braç armat del president Habyarimana, abans de ser abolida a l'agost de 1992 a causa de les crítiques dels partits de l'oposició al president de Ruanda.
Alguns testimonis van manifestar que els militars francesos també va formar directament futurs milicians Interahamwe. L'exèrcit francès sempre ha negat aquestes acusacions de formació de milícies.
Hi ha testimonis que també afirmen que l'exèrcit francès havia dut a terme controls d'identitat ètnica, sovint amb milicians, a més dels seus homòlegs de Ruanda i l'interrogatori a presons el 1991.

## El fonament legal de l'operació
La qüestió de si l'ofensiva de l'1 d'octubre del FPR és una guerra civil entre dues parts de la població ruandesa o una guerra exterior entre dos estats, Ruanda i Uganda, es presenta ràpidament. La intervenció francesa es justifica més fàcilment en el segon cas, i aquesta és la posició adoptada per l'ambaixador de França a Ruanda des d'octubre.
La base jurídica per al suport estratègic de França a l'estat major de les forces armades ruandeses és, tanmateix, tènue. Ja existia un acord d'assistència militar des de 1975, però només com a part de la formació de la gendarmeria ruandesa. Aquest acord va ser modificat el 1983, eliminant la prohibició feta als assessors militars francesos per ser associats de cap manera amb qualsevol preparació o execució d'operacions de guerra, el manteniment o la restauració de l'ordre o de la legalitat. Però només posteriorment, el 31 de juliol 1992, França i Ruanda han "regularitzat" l'estat dels assumptes establerts el 1990 per un simple canvi de la redacció de l'Acord de les paraules « Gendarmerie rwandaise » per « Force armées rwandaises » en les seccions 1 i 6 de l'acord de 1975, i sempre sota « uniforme ruandès », segons l'esmena de 1983.

## L'articulació de l'operació amb els acords d'Arusha
La política de França a Ruanda després de 1990 consistia en primer lloc en garantir l'estabilitat del règim de Habyarimana, més que el suport a la recerca d'una solució a la qüestió dels refugiats i demanant una obertura democràtica del règim. També donava suport les negociacions del procés de pau dels acords d'Arusha entre el govern de Ruanda, la seva oposició i els exiliats del FPR, com tota la comunitat internacional. No obstant això, fins a 1993, la seva participació en el procés de negociació seguia sent feble donat el seu suport actiu al govern de Ruanda. Només amb motiu de l'alternança de març de 1993 el nou govern francès va exercir més pressió a Habyarimana per acceptar els acords.